# كارمن دوما - هوسر
كارمن دوما - هوسر (من مواليد 12 مارس 1977) هي عداءة المسافات المتوسطة الكندية . وهي عضو في نادي جيلف للتنس والميدان ، ويدربها ماركوس أوسوليفان وألبرت تسشيرهارت.  هي حاملة الرقم القومي الكندي في الداخل في كل من سباق 1500 متر ومسافة ميل مع 4: 08.18 دقيقة و 4: 28.43 دقيقة ، على التوالي. كانت الحاصلة على الميدالية الفضية في 1500   م في 2004 بطولة العالم داخلي IAAF .

## روابط خارجية
- كارمن دوما - هوسر على موقع الاتحاد الدولي لألعاب القوى (الإنجليزية)
- كارمن دوما - هوسر على موقع الاتحاد الكندي لألعاب القوى (الإنجليزية)
- كارمن دوما - هوسر على موقع اللجنة الأولمبية الدولية (الإنجليزية)
- كارمن دوما - هوسر على موقع أوليمبيديا (الإنجليزية)
- كارمن دوما - هوسر على موقع اللجنة الأولمبية الكندية (الإنجليزية)
- كارمن دوما - هوسر على موقع اتحاد ألعاب الكومنولث (مؤرشف) (الإنجليزية)
- كارمن دوما - هوسر على موقع دورة ألعاب الكومنولث 2006 (مؤرشف) (الإنجليزية)